# واسیف
واسیف (به عربی: واسیف) یک شهرداری در الجزایر است که در استان تیزی وزو واقع شده‌است.